# Petra Bauer
Petra Bauer – niemiecka biathlonistka reprezentująca RFN. W Pucharze Świata zadebiutowała 19 grudnia 1991 roku w Hochfilzen, gdzie zajęła 38. miejsce w biegu indywidualnym. Pierwsze punkty zdobyła dwa dni później w tej samej miejscowości, zajmując 25. miejsce w sprincie. Nigdy nie stanęła na podium w zawodach indywidualnych, najwyższą lokatę osiągnęła 14 maca 1992 roku w Fagernes, plasując się na 19. pozycji w biegu indywidualnym. W klasyfikacji generalnej sezonu 1991/1992 zajęła ostatecznie 43. miejsce w klasyfikacji generalnej. W 1992 roku wystąpiła na mistrzostwach świata w Nowosybirsku, gdzie wspólnie z Petrą Schaaf, Uschi Disl i Ingą Kesper zdobyła złoty medal w biegu drużynowym. Był to jej jedyny sukces na międzynarodowych zawodach tej rangi. Nigdy nie brała udziału w igrzyskach olimpijskich.

## Osiągnięcia

### Mistrzostwa świata
| Rok  | Miejscowość | Konkurencje | Konkurencje | Konkurencje | Konkurencje | Konkurencje | Konkurencje | Konkurencje |
| Rok  | Miejscowość | IN          | SP          | PU          | MS          | RL          | MR          | SR          |
| ---- | ----------- | ----------- | ----------- | ----------- | ----------- | ----------- | ----------- | ----------- |
| 1992 | Nowosybirsk | –           | –           | nd.         | nd.         | –           | nd.         | –           |

### Puchar Świata

#### Miejsca w klasyfikacji generalnej
| Sezon     | Miejsce |
| --------- | ------- |
| 1991/1992 | 43.     |

#### Miejsca na podium chronologicznie
Bauer nigdy nie stanęła na podium indywidualnych zawodów PŚ.